# Tetracnemus cnaeus
Tetracnemus cnaeus är en stekelart som beskrevs av Sharkov 1986. Tetracnemus cnaeus ingår i släktet Tetracnemus och familjen sköldlussteklar. Inga underarter finns listade i Catalogue of Life.